# Sīra shaʿbiyya
La Sīra shaʿbiyya (en arabe : السيرة الشعبية) est un genre de la littérature arabe composé de longs récits héroïques. Les siyār (pluriel de sīra) sont des fictions historiques, utilisant des évènements et des personnages historiques, avec un accent sur les exploits militaires. Ils sont généralement écrits en sajʿ (prose rimée) entrecoupée de poésie. Ces récits se distinguent par leur longueur : sous forme écrite, ils comptent en moyenne entre 2 000 et 6 000 pages pour les éditions imprimées ; contés à l'oral, les séances peuvent s'étendre sur une année.
Le terme arabe sīra shaʿbiyya a été forgé par des folkloristes arabes dans les années 1950 pour désigner ce que l'on appelle autrement « épopée populaire » ou « romance populaire ». Dans les manuscrits, la plupart des exemples du genre portent des titres contenant soit le mot sīra (biographie) soit qiṣṣa (roman, récit). Les premières traces de compositions spécifiques de ce type remontent au XIIe siècle, bien que la tradition remonte probablement aux premiers siècles de l'Islam. Les plus anciens manuscrits de sīra enregistrés remontent au XVe siècle. Les premières éditions imprimées datent du XIXe siècle. Bien qu'il s'agisse essentiellement d'un genre arabe, plusieurs sīra ont été traduites dans d'autres langues du monde islamique, telles que le persan, le turc ottoman, le géorgien, l'ourdou et le malais.
Les siyār sont épisodiques et répétitives. Provenant de la tradition orale, peu d’entre elles ont des auteurs identifiables. Elles ont comme caractéristiques communes de se centrer sur les héros et les actes héroïques, dans un cadre pseudo-historique et militaire. Elles ont également tendance à s'étendre sur plusieurs cycles, avec successions d'évènements et de batailles. Le genre se distingue d'autres types de littérature populaire, tels que les Mille et Une Nuits.

## Lessiyāremblématiques

### Dans l'histoire préislamique
- Sīrat Fīrūz-Shāh, basé sur Darius II [1]
- Sīrat al-Iskandar, basé sur Alexandre le Grand[1]
- Sīrat al-Malik Sayf ibn Dhi ʾl-Yazan, basé sur Sayf ibn Dhi ʾl-Yazan [1]
- Sīrat ʿAntar, basé sur ʿAntara ibn Shaddād[1]
- Qiṣṣat al-Zīr Sālim, basé sur la guerre de Basūs [1]

### Dans l'histoire islamique:
- Sīrat Amīr Ḥamza, basé sur Ḥamza ibn ʿAbd al-Muṭṭalib [1]
- Dhāt al-Himma [1]
- Ghazwar al-Arqat [1]
- al-Badr-Nār [1]
- Sīrat al-Ḥākim bi-Amr Allāh, basé sur al-Ḥākim bi-Amr Allāh [1]
- Sīrat al-Mālik al-Ẓāhir Baybars, basé sur Baybars [1]
- Qiṣṣat al-muqaddam ʿAlī al-Zaybaq, basé sur le personnage d'Aḥmad al-Danaf [1] [2]
- Qiṣṣat ʿAlī al-Zaybaq, basé sur le personnage ʿAlī al-Zaybaq [1] [2]
- Sīrat Banī Hilāl, basé sur le Banū Hilāl [1]